# Plage de Montalvo
La plage de Montalvo est une plage galicienne située  dans la commune de Sanxenxo dans la province de Pontevedra, en Espagne. Elle a une longueur de 950 mètres et de belles vues sur la Ria de Pontevedra.

## Description
C'est une plage de forme rectiligne, située dans un environnement rural. Elle est limitée sur l'extremité gauche, par la Pointe Montalvo, promontoire et point de vue naturel, et, sur l'extremité droite, par la Pointe Paxariñas, moins prononcée, qui sépare la plage de Montalvo de celle de Paxariñas. 
Le sable fin et blanc forme des dunes en pente très douce avec une végétation éparse qui séparent la plage de la forêt de pins voisine. C'est une plage étendue, venteuse et avec des vagues modérées, qui dispose d'une aire pour le mouillage des bateaux.

## Accès
Depuis Sanxenxo, sur la route PO-308 vers O Grove, à Montalvo, on prend une déviation à gauche, vers la plage.

## Galerie de photos

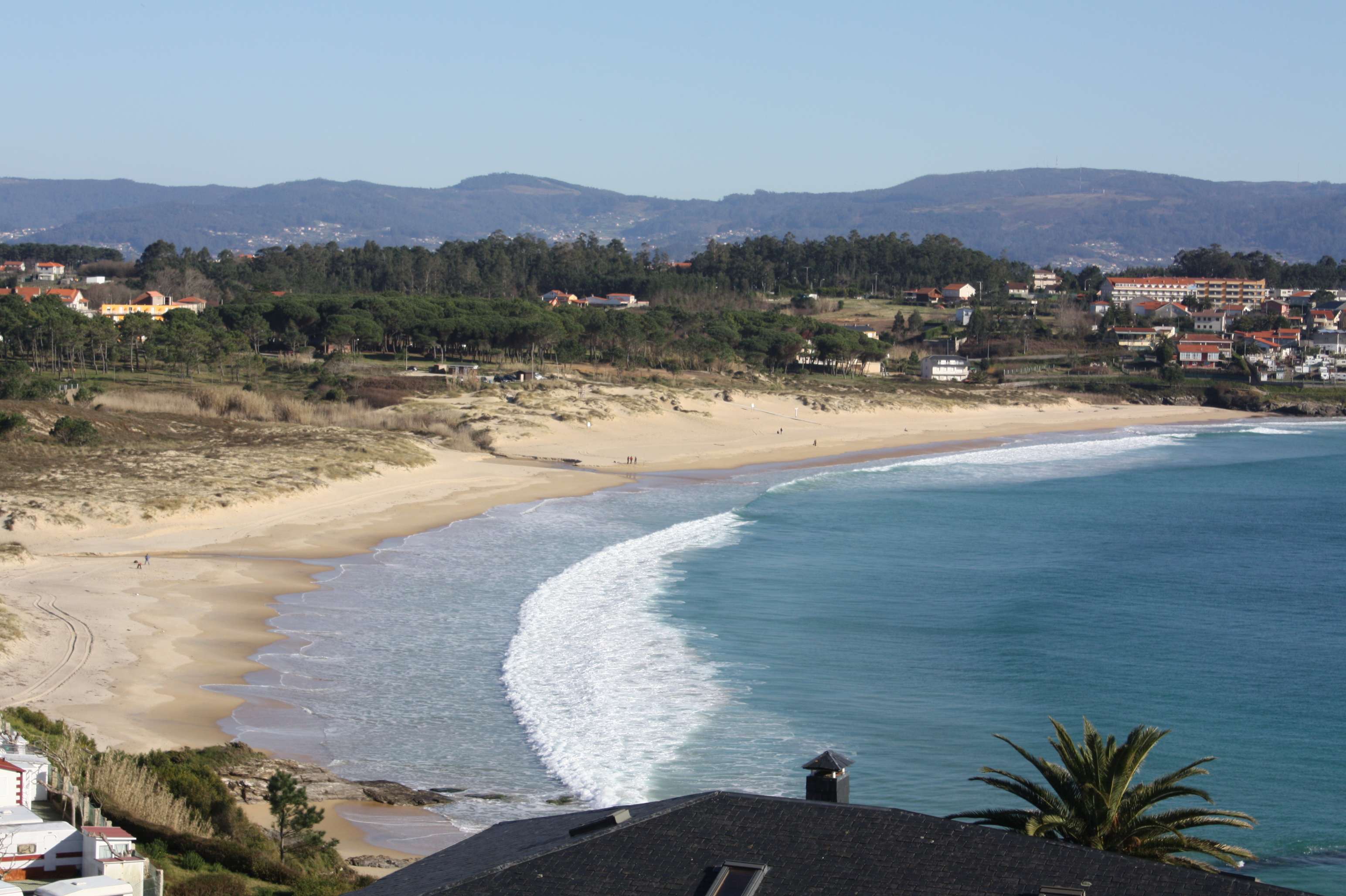
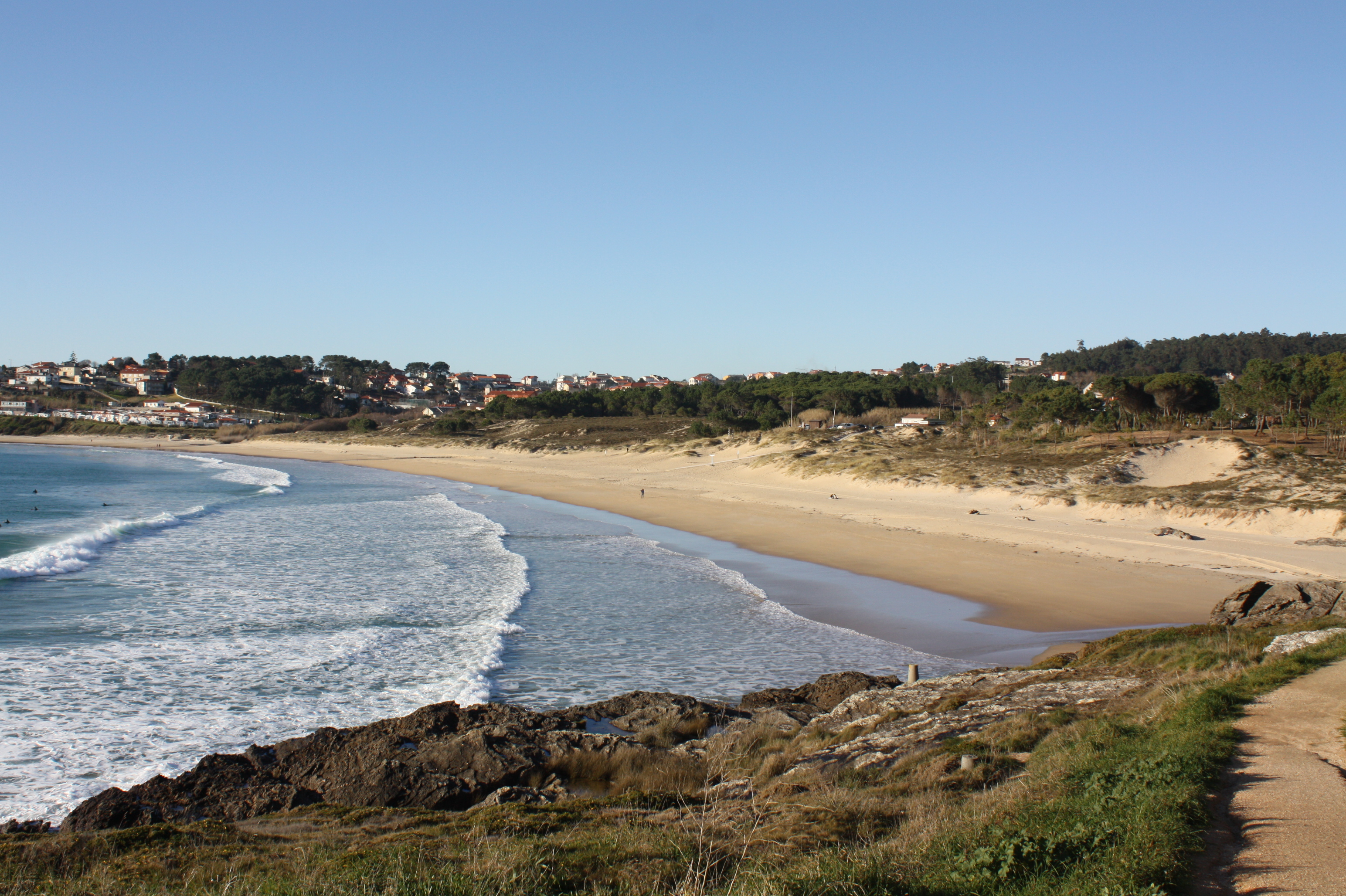
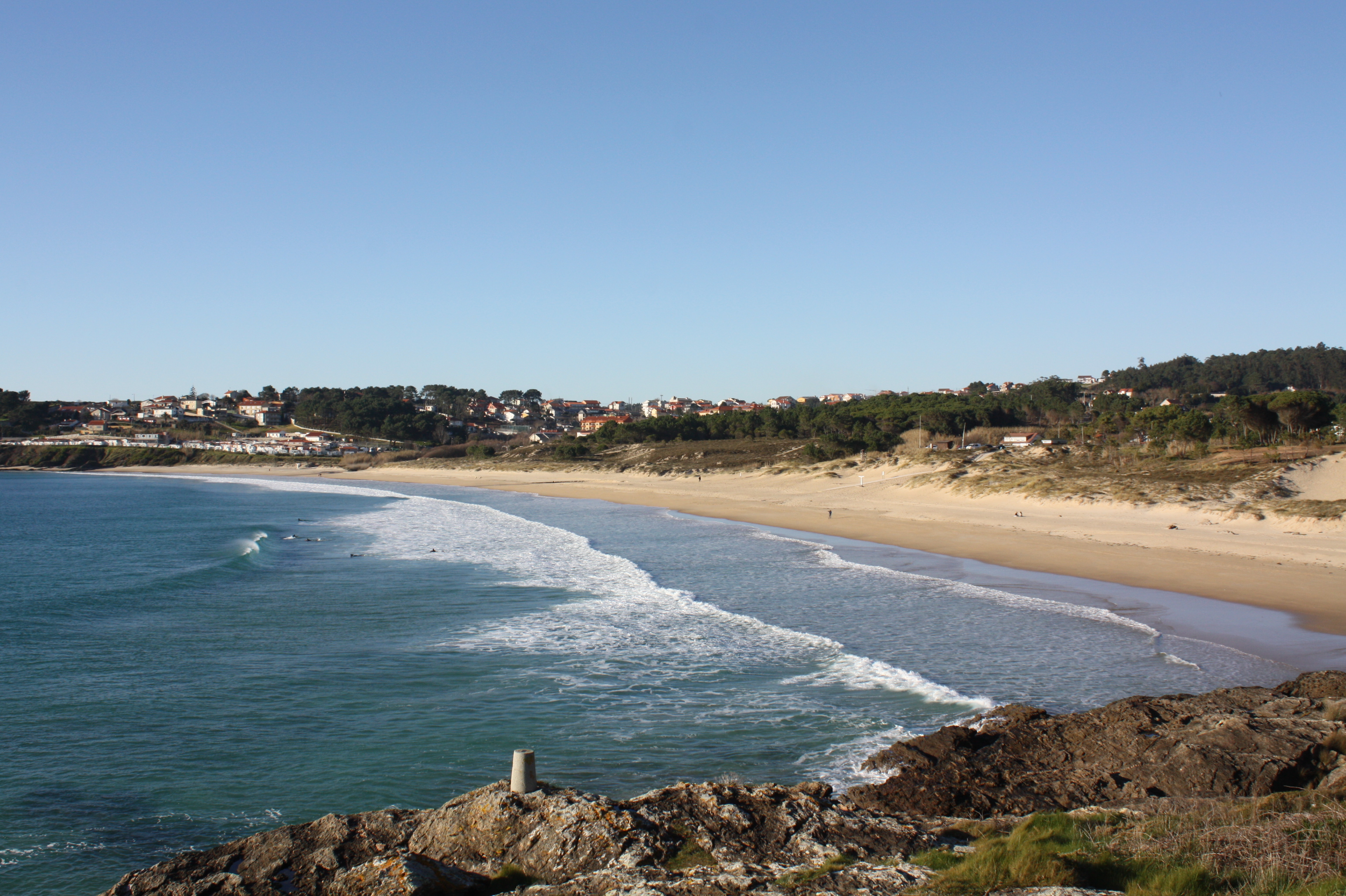
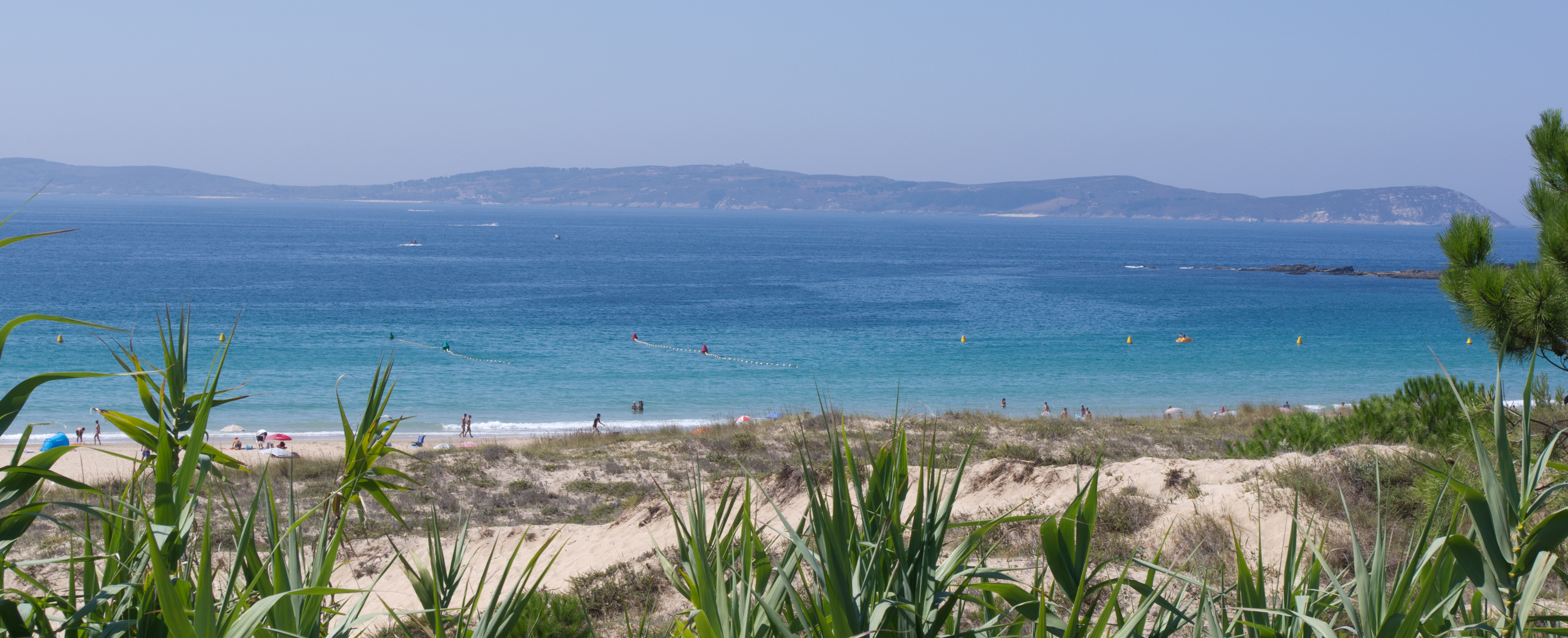
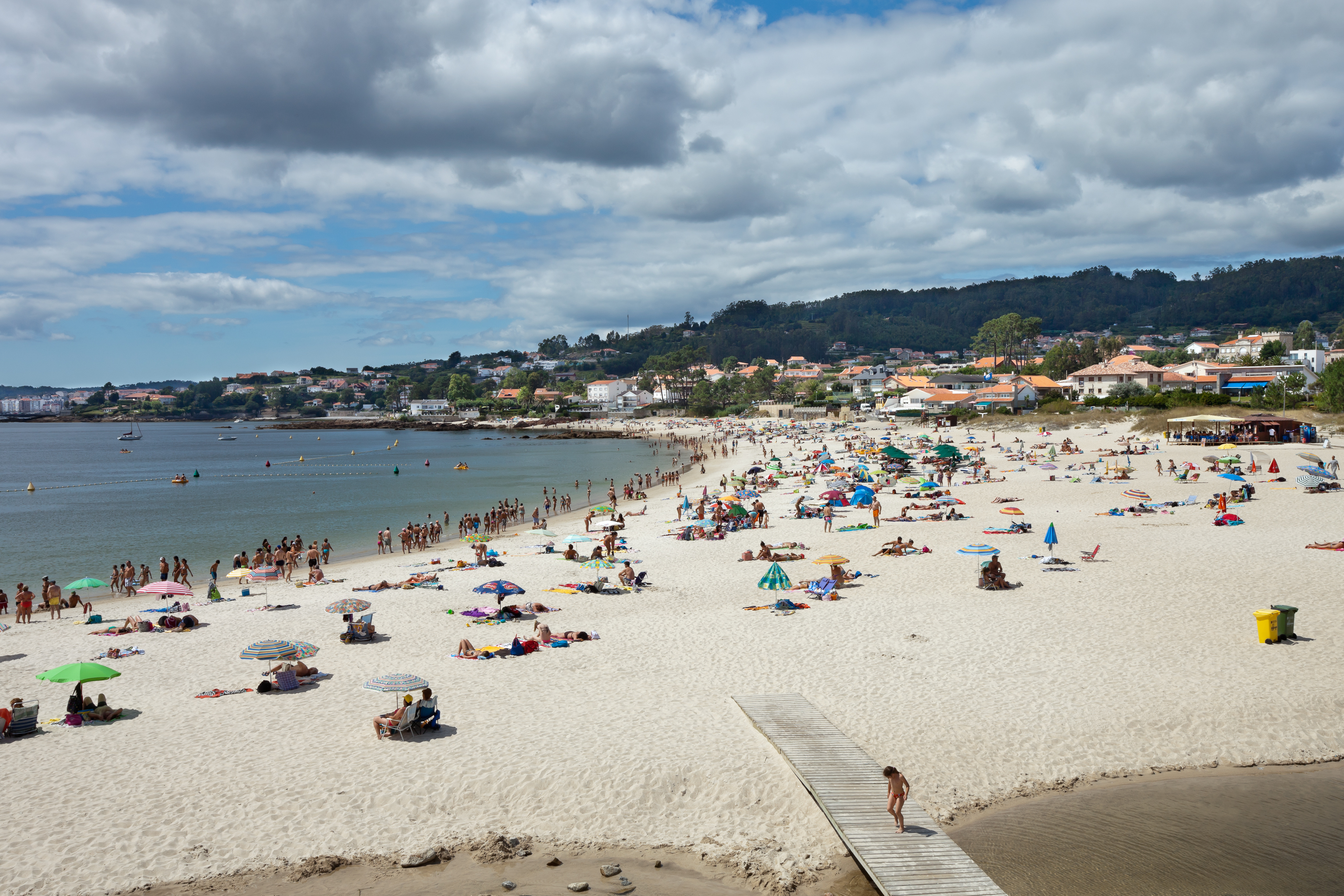

### Autres articles
- Sanxenxo
- Ria de Pontevedra
- Rias Baixas
- Plage de Areas
- Plage de Silgar
- Plage de la Lanzada